# Johanna Löfblad
Johanna Catharina Enbeck (även Katarina Enbäck), född 1733, död 14 september 1811 i Stockholm, var en svensk skådespelare, även känd som Madame Gentschein och Madame Löfblad. 

## På Stora Bollhuset
Enbeck debuterade på svenska nationalscenen i operateatern i Stora Bollhuset i Stockholm som Chloris i Syrinx mot Peter Lindahl (Arlequin), Trundman (Sylvanus), Petter Stenborg (Philemon), Elisabeth Lillström (Syrinx) och Elisabeth Olin (Astrild) under 1747–1748 års säsong. Hon blev en av teaterns främsta skådespelare och var vid truppens upplösning 1754 en av nationalteaterns tolv, och en av dess fyra kvinnliga, ledamöter i direktionsstyrelsen. Hon var då gift med extra besökaren vid sjötullen, Magnus Gentschein, och kallade Madame Genstschein, men skilde sig några år senare. 

## I Stenborgs Sällskap
År 1754 anslöt hon sig till Peter Lindahls och Johan Bergholtz sällskap och 1758 till Stenborgs Sällskap, som uppträdde i Stockholm, på den svenska landsorten och i Finland. 17 maj 1760 gifte hon sig med den före detta skräddaren och kungliga garderobsbetjänten Jean Löfblad, (f. 1728, d. 1774), som spelade Harlekinroller. Johanna Löfblad var en av de främsta aktörerna vid Stenborgstruppen och var sedan känd för Stockholmspubliken som Madame Löfblad vid Humlegårdsteatern, Eriksbergsteatern och slutligen vid Stenborgs Teater, där hon var anställd fram till 1796.
Den 5 juli 1760 upprättades ett kontrakt mellan Petter Stenborg och paret Löfblad.  Stenborg tillät paret att uppföra Marionetteater (något Stenborg ofta spelade i Stockholm) på landsbygden, på villkor att hälften av inkomsten gick till honom var 14:e dag. De skulle också meddela honom vars de befann sig när de lämnade en stad under sina turneringar. Johanna Löfblad jämställdes helt med mannen i kontraktet, då Löfblad uppmanades 
"...att icke mindre än dess hustru så umgås och handla, att han och hon riktigheten med ed kan fästa..."
20 juni 1763 utskrevs ett pass för Kongl. Svänska Comoedie Trouppen för att uppträda i Helsingfors; de bestod då av Catharina Bergholtz och hennes dotter Johanna Sophia, Brita Christina Senac, Anders Hallberg, Johan Fredrik Hallén och Johan Ahlbeck förutom Stenborg och paret Löfblad.
21 november 1767 upprättades ett nytt kontrakt mellan Stenborg och paret Löblad: 
"antager jag, såsom hufvudman och innehafvare af högstbemälte privilegio, herr Johan Löfblad och dess käresta, madame Anna Löfblad vid den Kongl. Svenska truppen" mot en fast lön på "efter träfad öfverenskommelse af åtta och fyrtio daler kopparmynt tillsammans i veckan", mot att de "kommnades att de därföre att med all flit och skyndsamhet öfverläsa de af mig dem meddelte roller", att de kom i tid till repetitionerna "ehuru att de äro öfvertygade att kunna dess roller förut, på det de öfvriga af truppen ej måge kunna af andras exempel åsidosätta deras skyldighet".
Om de ville lämna teatern skulle de meddela detta i 3 månader i förväg, kontraktet, som gällde i ett år, skulle förnyas 3 månader före dess utgångstid, paret Löfblad skulle vara beredda att resa på turné närhelst Stenborg meddelade dem, och kontraktet skulle vara upplöst om någon medlem av kungafamiljen dog, eftersom det då skulle vara förbjudet att spela teater under sorgeåret. Det undertecknades av Stenborg och av Jean Löfblad för både honom och hans frus räkning. Kontraktet är närmast unikt från denna tid; endast två andra skådespelare i truppen hade skrivna kontrakt förutom de.
År 1768 stämde Stenborg Jean Löfblad för kontraktsbrott. Rättegången ger en bild av både Jean och Johanna Löfblads liv i truppen. Löfblad ska ha undanhållit att uppvisa inkomstdeklaration för sin marionetteater enligt 1760 års kontrakt med hjälp av:
"...all upptänklig list, påfunder och egenytta" och dessutom brutit 1767 års kontrakt; dessutom: "har denne löfblad esomoftast emot mig brukat dels uppenbarliga, dels hemliga ränker och lister, ändock har jag i hans troftighet upptagit och gjort mycket godt, både med särskilda pjeser upptagande, hvarigenom han vunnit vackra penningar, frihet lämnat, utan har jag ock under hans hustrus barnsängar i landsorterna icke allenastlåtit henne fritt få njuta sitt gage, enligt kontraktet, under hela barnsängstiden, utan ock till öfverflöd begåfvat henne med vackra skänker, men likafullt är hon äfven så uppstudsig som mannen, hvilken är äfvenså mäktig att förleda sin hustru, som han försökt på på ett illistigt sätt, att för alla mina välgärningar stämpla lifvet av mig i Åbo 1761, så framt förnuftigare hedersmän det igenom sin vitterhet icke förekommit och tillika lagt grunden till Löblads påsyftade list för en klar dag."
Rättegången slutade med att Löfblad fick betala skadestånd. Det enda som finns dokumenterat om den påstådda händelsen i Åbo var ett läkarintyg 4 december 1761, utfärdat av en läkare i Åbo, som avgjorde att den stöt som Löfblad fått av Stenborg den 20:e föregående månad inte kunde sjukskriva honom som han hävdat. Tisdagen 6 november 1770 gavs Maccabeerna till recett för henne och Madam Vougt.

## På Humlegårdsteatern
I januari 1773 uppträdde hon i Örebro. 1774 spelade hon med sin man i Uppsala och Sala innan Stockholmssäsongens början. 
Fredagen 14 oktober 1774 gavs Vulcani förlorde process eller den försvarade Venus som recett för Jean Löfblad, som också gjorde Arlequins begrafning som efterpjäs; 28 oktober dog han framför sminkbordet i ett slaganfall vid 46 års ålder. Fjorton dagar senare, tisdagen 8 november 1774 gavs årets sista föreställning Vilda ön- ett herdespel till förmån för henne "såsom en hjälp och understöd i hennes torftiga tillstånd". 1775 följde hon truppen till Göteborg. Hon nämns dock inte då truppen 1778 uppträdde i Göteborg.

## På Eriksbergs- och Munkbroteatern
Då truppen 1780 fick en fast lokal var hon en av de fyra veteranerna i truppen. Det är först nu som rollförteckningar blir mer möjliga för truppen, där Johanna Löfblad numera "med bifall fyllde äldre fruntimmersroller", vilka var ofta förekommande som biroller. Bland hennes roller fanns då "Gertrud, moster åt Nora" i Njugg spar och fan tar eller Åldrarnas dårskaper 1784 mot Magnus Bonn (ockraren Jeremias), Lindskog (sonen Urban), Ulrika Bonn (Nora), Christina Rahm (väninnan Lisbet), Brita Modéer (operamsellen Lucretia), Olof Ljungren (Rustenfeldt), Lundberg (drängen Bengt), Köhn (Samuel), Söderberg (drängen Arved); grevinnan i Sophie 1788 mot Eleonora Säfström (Sophie), Björn och senare Carl Stenborg (greven), Bonn (trädgårdsmästare Simon), Annette (Eva Säfström); "Förnäm grannfru på landet" i operetten Lisette mot Eleonora Säfström, (Lisette), Bonn (bonden Hans), Björn (Gösta); fröken Adelaides guvernant i Det oförmodade vadet 1789, som Mor Bobi i Clas och Lotta 1790, där hon mottogs med bifall och kallades "teaterns doyenne", trotjänarinnan Lovisa i Papegojan av Koetzebue och grevinnan Fläderkrona i Den vackra arrendatorskan 1794, portvakterskan i Trollflöjten, en roll som under säsongen övertogs av Carl Schylander. 
1790 arrangerade Didrik Gabriel Björn Det besynnerliga spektaklet, där teaterns personal framförde sitt tack till publiken från scenen i skepnad av sina mest populära roller, och Löfblad gjorde det då som Gertrud från "Njugg spar".
1783 undertecknade hon bouppteckningen av inventeringen av skådespelaren Maria Katarina Öhrns garderob efter dennas dödsfall tillsammans med Örhns svägerska Maria Helena Berlin, "hvilka båda varit närvarande vid den unga aktrisens dödsbädd". 
Hennes gumroller övertogs av Schylander, som konkurrerade ut henne, och efter 1795-1796 års säsong avslutade hon sin femtioåriga karriär. Hon bodde på Stenborgs Teater och tycks ha blivit omhändertagen av Carl Stenborg. Hon levde de sista åren på en "försörjningsanstalt" på tomt nr 2 i kvarteret Äpplet på Kungsholmen, där hon dog "af ålderdomsbräcklighet" vid 78 års ålder.            
Hon hade den längsta karriären av alla medlemmar av den första svenska nationalteatern. Hon var också längst verksam av alla svenska skådespelare på sjuttonhundratalet.